# Idioma abenaki
El idioma abenaki representa un continuum dialectal dentro de las lenguas orientales algonquinas, hablada originalmente en lo que hoy es Vermont, Nuevo Hampshire, el norte de Massachusetts y Maine. El abenaki occidental moderno es hablado por un pequeño puñado de ancianos en Abenaki, Quebec.
El Abenaki oriental fue hablado por los ancianos de la tribu Penobscot en el este de Maine hasta la década de 1990. Actualmente, se considera extinta. Otros dialectos del este de Abenaki, como Caniba y Aroosagunticook, ahora extintos, se documentan en los materiales de lengua francesa de la época colonial.
El occidental y el oriental comparten muchas similitudes, pero también son diferentes en formas sorprendentes. No sólo difieren en el vocabulario, sino también en la fonética.

## Vocabulario de muestra
- bazegw = uno
- niz = dos
- nas = tres
- yaw = cuatro
- n[ô]lan * = cinco
- ngued[ô]z * = seis
- tôbawôz = siete
- nsôzek = ocho
- noliwi = nueve
- mdala = diez
- sanôba = hombre
- p[e]hanem * = mujer
- miguen = pluma